# Alloneuron ronliesneri
Alloneuron ronliesneri är en tvåhjärtbladig växtart som beskrevs av B.Walln.. Alloneuron ronliesneri ingår i släktet Alloneuron och familjen Melastomataceae. Inga underarter finns listade i Catalogue of Life.